# Otomantis capirica
Otomantis capirica es una especie de mantis de la familia Hymenopodidae.

## Distribución geográfica
Se encuentra en Angola, Camerún y Congo.